# Gardenia jasminoides
Gardenia jasminoides J.Ellis, 1761 è una pianta appartenente alla famiglia delle Rubiaceae.

## Descrizione
La pianta è un arbusto sempreverde. Si caratterizza dal portamento  arrotondato con ramificazioni molto dense con foglie opposte, lanceolate-oblunghe, coriacee o riunite in gruppi sullo stesso nodo e da un fogliame verde scuro, lucido e leggermente ceroso. I fiori sono bianchi grandi ed imbutiformi con corolle semplici, semidoppie o doppie.

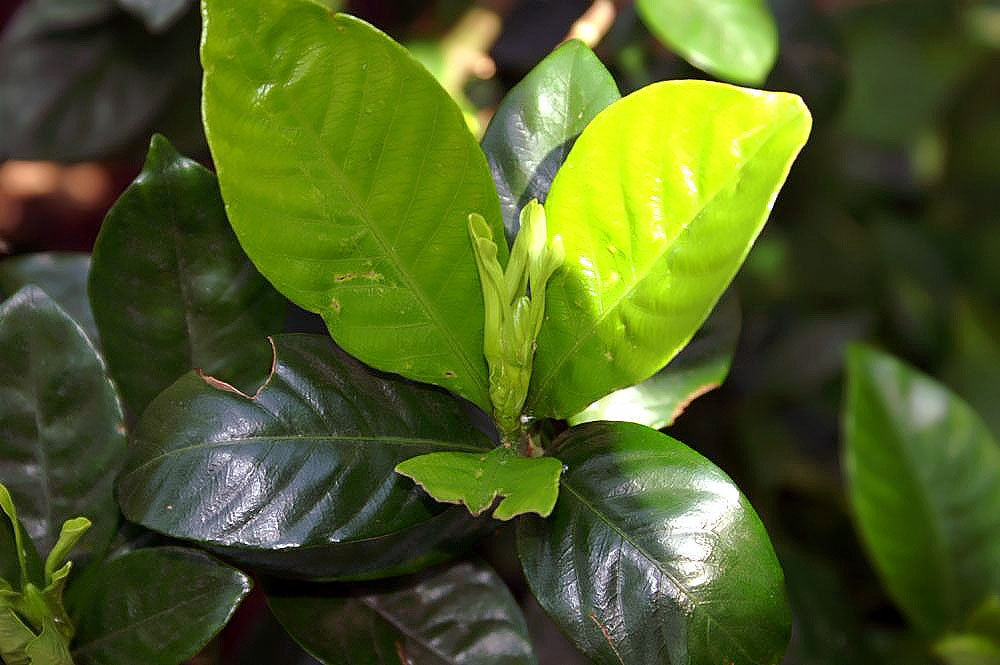
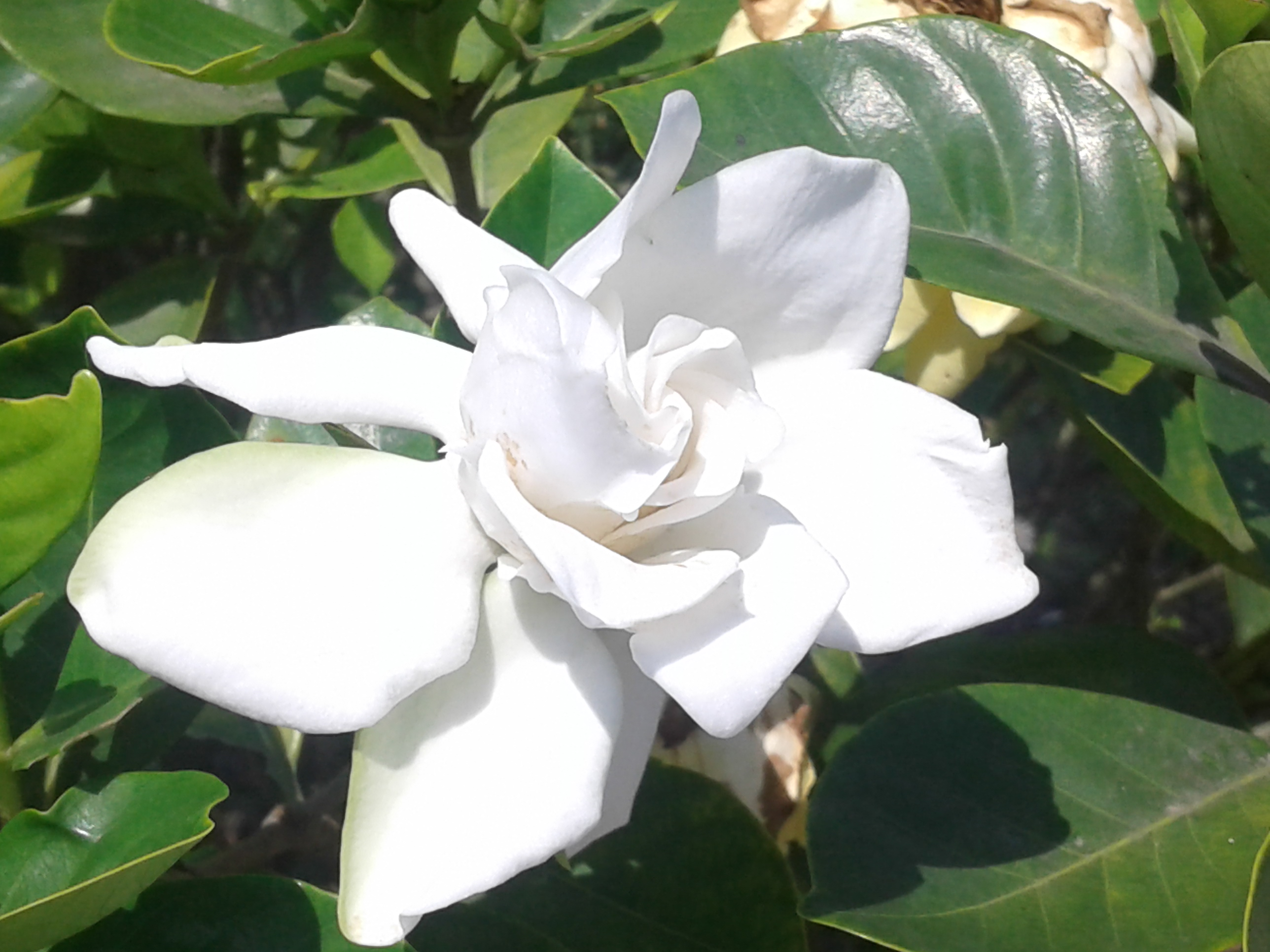
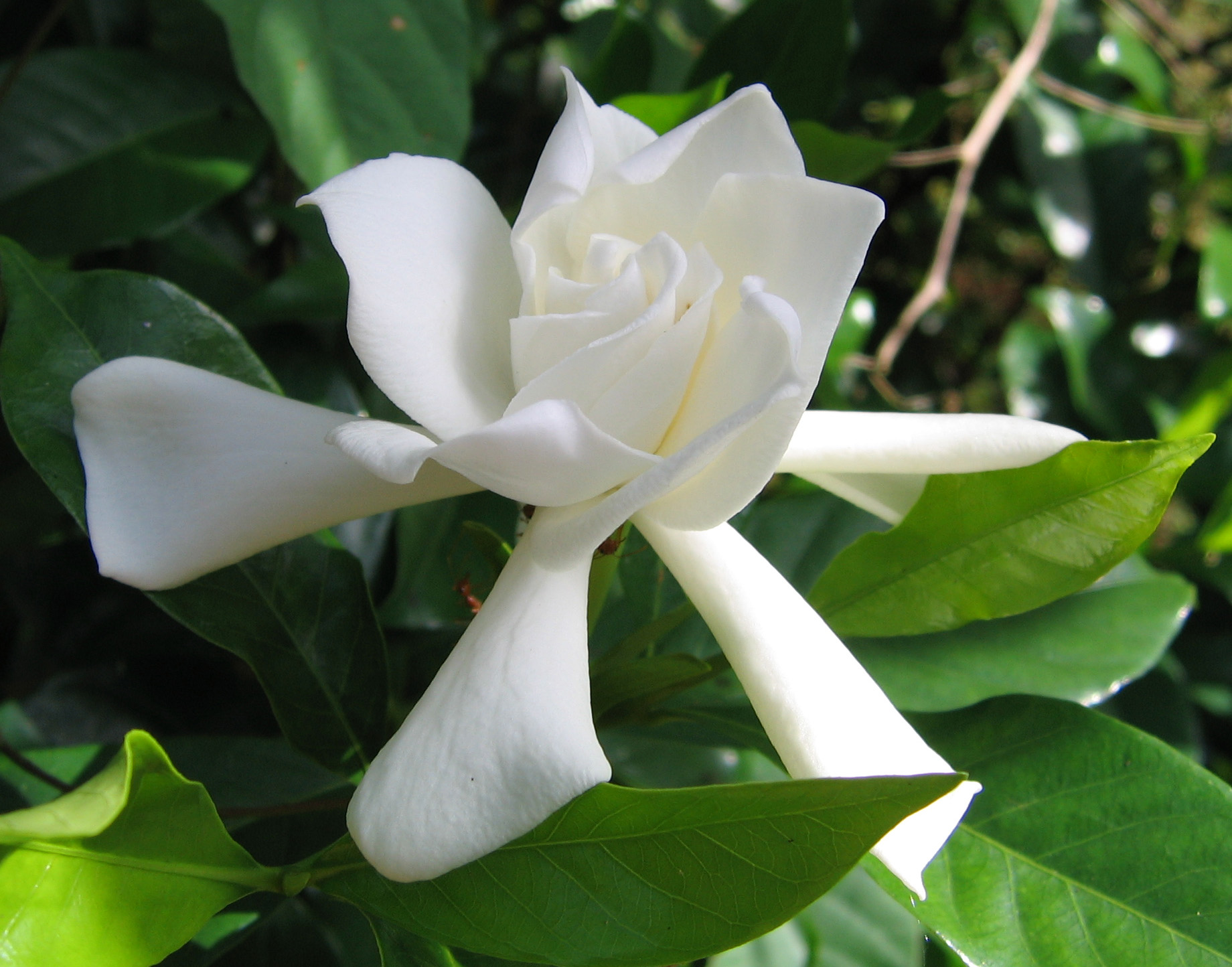
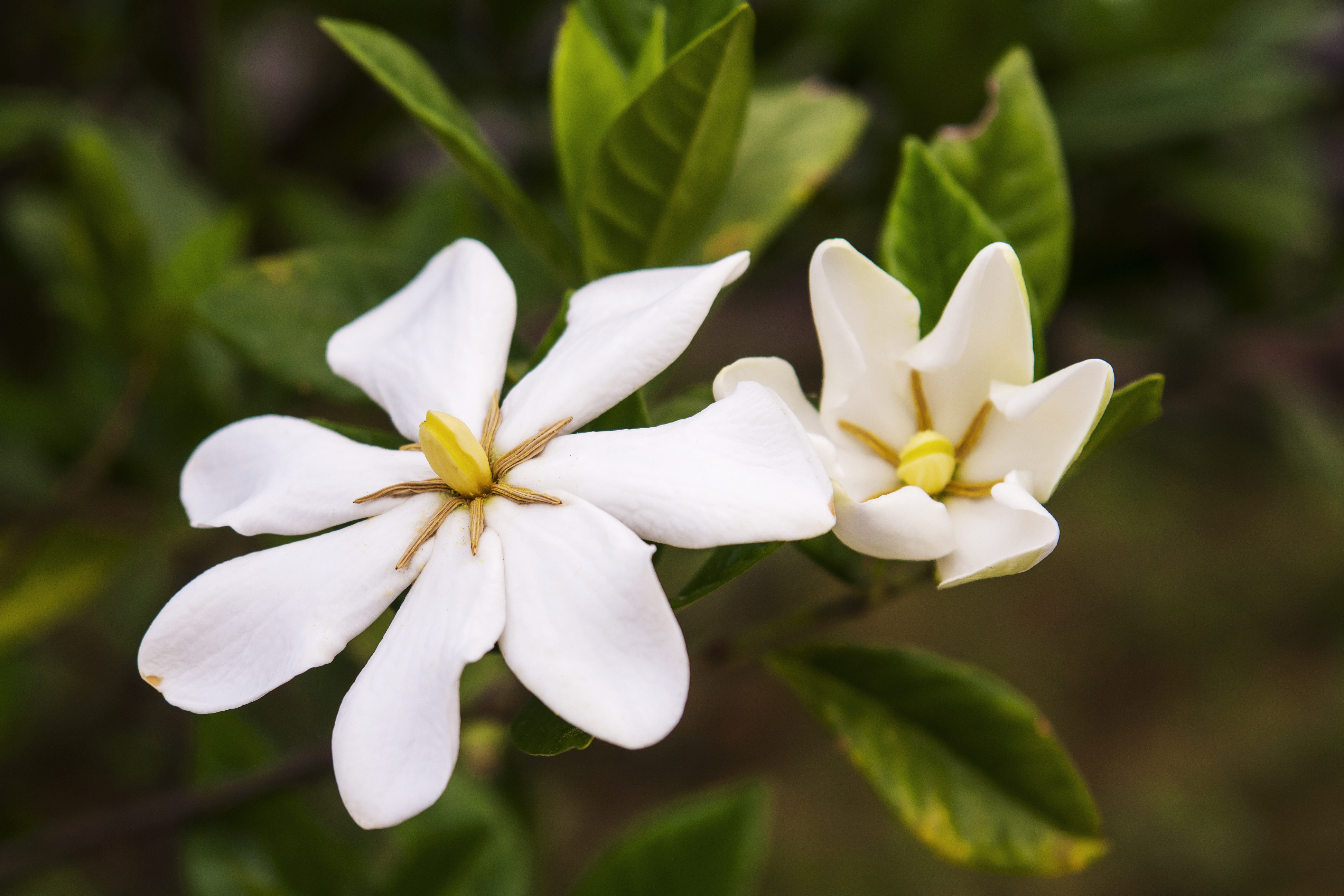
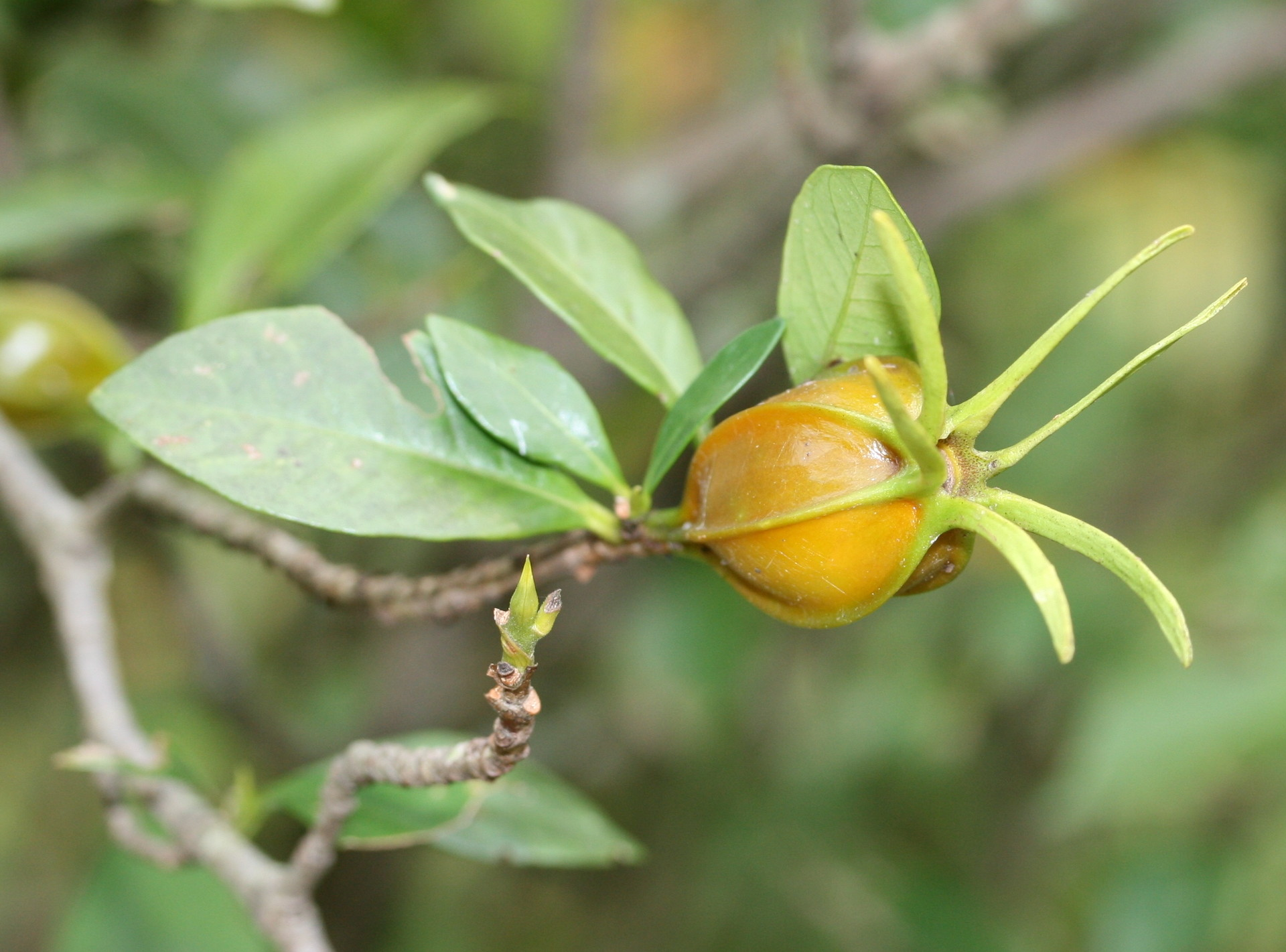

## Distribuzione e habitat
La specie è originaria dell'Estremo Oriente (Giappone, Cina e sudest asiatico).